# سونيت 33
السونيت 33 هي واحدة من السوناتات الـ 154 التي كتبها الكاتب والشاعر الإنجليزي وليام شكسبير.
السونيت 33 هي واحدة من بين 154 سونيتة كتبها الشاعر والكاتب المسرحي الإنجليزي وليم شكسبير. وتنتمي هذه السونيت إلى ما يُعرف بـ«سلسلة الشاب الجميل» (بالإنجليزية: Fair Youth sequence)، وهي مجموعة من القصائد التي يُعبّر فيها الشاعر عن مشاعره تجاه شاب يفيض بالجمال. وتُعد هذه السونيت تحديدًا الأولى ضمن مجموعة تُعرف أحيانًا بـ«سونيتات النفور» أو «سونيتات التباعد»، وهي السونيتات التي تحمل الأرقام 33 إلى 36، حيث يعبّر الشاعر فيها عن خيبته وجرحه العاطفي نتيجة «خطأ حسي» غير محدد ارتكبه الحبيب، كما يُشار إليه صراحة في السونيت رقم 35.

## السياق
تنتمي سونيت شكسبير رقم 33 إلى مجموعة تعرف في النقد الأدبي باسم «سونيتات النفور» أو «سونيتات الانفصال»، والتي تمتد من السونيت 33 إلى السونيت 36. تعالج هذه المجموعة موضوع الخيانة أو الفتور العاطفي من الحبيب، حيث يبدأ الشاعر في التعبير عن خيبة أمله من سلوك الشاب الجميل الذي كان موضع مدحه في سونيتات سابقة. أشار عدد من النقاد، مثل جورج ستيفنز وإدوارد داودن، إلى أوجه التشابه بين هذه السونيتات وسونيتات أخرى مثل 40 و41 و42، إذ تتشارك في موضوع الخيانة العاطفية من طرف محبوب مشتهى.
اعتمد شكسبير في السونيت 33 على مجاز طبيعي مركزي يتمثل في الشمس، إذ صوّر الشاب المحبوب كشمس مشرقة تُنير الجبال، قبل أن يحجبها الغيم فجأة. اتسم هذا البناء الشعري باستخدام مجاز ممتد (extended simile)، كما أشار إلى ذلك هيلتون لاندري، الذي وصف السونيت بأنها «الأبسط والأعذب» ضمن مجموعة النفور. رأى الناقد م. ب. تيلي أن السونيت تعكس المثل الشعبي القائل: «شمس الصباح لا تدوم حتى المساء»، في إشارة إلى زوال الصفاء في العلاقة.
وقد اجتذبت هذه السونيت، والسونيتات التي تليها، اهتمام العديد من النقاد الذين سعوا إلى ربطها بسيرة شكسبير الشخصية. فقد حاول هؤلاء النقاد تفسير التشبيه والعاطفة الواردة في النص على أنها تعكس علاقات شخصية حقيقية عاشها الشاعر، وأشاروا إلى احتمال أن يكون الشاب شخصية واقعية في حياة شكسبير. ومع ذلك، عبّر بعض النقاد، مثل جورج ويندهام وستيفن بوث، عن رفضهم لهذا التوجه، وعدّوه منحرفًا عن المقصد الأدبي الحقيقي للقصيدة. فقد رأى ويندهام وبوث أن الإفراط في التفسير السيري يُفسد جمال النص ويُقلّل من قيمته الرمزية والشعرية، معتبرين أن القصيدة ينبغي أن تُقرأ في إطارها الأدبي واللغوي لا في سياق تأويلي قائم على السيرة الذاتية. تميّزت السونيت ببنية نحوية وشاعرية قوية، حيث لاحظ الناقد جيرولد هاموند أنّ الأوكتاف (الثمانية الأبيات الأولى) تتكوّن من جمل تعتمد على تركيبة «صفة + اسم» بشكل متسلسل ومنتظم، مما يُحدث تأثيرًا بلاغيًا واضحًا ويجعل القارئ مدركًا لهيمنة الأسلوب الخطابي. ووصف صامويل تايلر كولريدج افتتاحية السونيت بأنها مثال حيّ على خيال شكسبير، الذي يمنح «كرامة وشغفًا» لكل صورة طبيعية يستحضرها.
حملت السونيت نبرة من العتاب الرقيق، مقرونة بإحساس متزايد بضرورة الانفصال، وهي نبرة تتضح أكثر في سونيت 36. عبّر الشاعر عن هذا الشعور من خلال الإيحاء بأن خطأ الحبيب لم يفسد العلاقة فقط، بل شوّه أيضًا الصفاء المشترك بينهما، الذي صوّره من خلال الطبيعة والمشهد الشمسي. أشار بعض النقاد، مثل إليزابيث ساغاسر، إلى أن السونيت 33 تناقض السونيت 116، التي تؤكد على ثبات الحب وعدم تغيّره، ما يدل على أن شكسبير قدّم في سونيتهاته تجارب إنسانية متضادة ومتنوعة.
خلافًا للسونيتات التي تليها، لم يستخدم الشاعر في هذه السونيت صيغة المخاطب المباشر «أنت» أو «أنتَ» (thou)، ولم يذكر بشكل صريح الخطأ الذي ارتكبه الحبيب، كما لم يُشر إلى أي ذنب شخصي قد يؤثر على سمعة الآخر، كما فعل لاحقًا في السونيت 36. وبهذا، ميّز شكسبير هذه السونيت بجوّ من الغموض والرمزية، مما جعلها أكثر جذبًا للقراء الذين يبحثون عن المعاني المتعددة والتجربة الجمالية الكاملة.

## الشكل البنائي
سونيتة 33 تتبع النمط التقليدي للسونيتة الإنجليزية، والتي تُعرف أيضًا بـ«السونيت الشكسبيرية». وتتكوّن من ثلاث رباعيات (quatrains): كل واحدة مكوّنة من أربعة أبيات. وبيت ختامي مزدوج (couplet): يتكوّن من بيتين فقط. القافية تتبع النموذج الكلاسيكي للسونيتة الإنجليزية: ABAB CDCD EFEF GG. أي أن كل رباعية تتّبع نمطًا خاصًا بها من القوافي، وينتهي النص ببيت مزدوج يتناغم صوتيًا. كُتِبَت السونيت بالخماسي اليَـمْبي (بالإنجليزية: iambic pentameter)، وهو أشهر الأوزان في الشعر الإنجليزي. يتكوّن السطر من خمسة أقدام (feet)، وكل قدم تحوي مقطعًا ضعيفًا يتبعه مقطع قوي:
(× /) × = مقطع ضعيف (nonictus)، / = مقطع قوي (ictus)
× /   ×  /    ×  / ×     /     ×  /
```
× /   ×  /    ×  / ×     /     ×  / 
Anon permit the basest clouds to ride (33.5)

```

البيتان الأخيران من السونيت (المعروفان بالـcouplet) يحتويان على مقطع زائد في النهاية، وهذا ما يُسمّى «نهاية أنثوية» (feminine ending).
```
 /   ×    ×  /     ×    /     ×   /        ×    / (×) 
Suns of the world may stain when heaven's sun staineth. (33.14)

```